# Saidy Janko
Saidy Janko (Zurique, 22 de outubro de 1995) é um futebolista suíço-gambiano que atua como lateral-direito. Atualmente joga pelo Young Boys.

## Carreira
Revelado pelo Zurich, Janko se mudou para o Manchester United em 2013. Sua estreia como profissional foi na partida contra o Milton Keynes Dons, pela Copa da Liga Inglesa (que também foi a única do lateral como jogador dos Red Devils), jogando o primeiro tempo da partida antes de ser substituído por Andreas Pereira. O United, que escalou um time reserva, foi derrotado por 4 a 0.
Em fevereiro de 2015, foi emprestado ao Bolton Wanderers até o final da temporada, envolvido na negociação que levou Andy Kellett ao United. Ao contrário do meio-campista, que não entrou em campo nenhuma vez pela equipe principal dos mancunianos, Janko disputou 10 jogos e marcou seu primeiro gol como profissional na vitória por 3 a 1 sobre o Fulham.
Defendeu também Celtic, Barnsley, Saint-Étienne (onde alternou entre as equipes principal e reserva), Porto e Nottingham Forest antes de voltar à Suíça para defender o Young Boys, onde venceu o Campeonato Suíço e a Copa da Suíça de 2019–20.
Depois de jogar por Valladolid e Bochum, Janko voltaria ao Young Boys em junho de 2023, desta vez em contrato definitivo.

## Carreira internacional
Nascido em Zurique, Janko (filho de uma italiana e de um gambiano) representou as equipes de base da Suíça entre 2012 e 2016, optando em defender a Gâmbia em nível profissional. A estreia do lateral pelos Escorpiões foi em outubro de 2021, na derrota por 2 a 0 para Serra Leoa.
Convocado para a Copa das Nações Africanas de 2021 (realizada em 2022), atuando em 3 jogos da campanha gambiana no torneio, encerrada nas quartas-de-final com uma derrota de 2 a 0 para Camarões.

## Vida pessoal
Seu irmão mais novo, Lenny Janko, também é futebolista profissional.

## Títulos
Celtic
- Scottish Premiership: 2015–16, 2016–17
- Copa da Escócia: 2016–17

Young Boys
- Campeonato Suíço: 2019–20[18]
- Copa da Suíça: 2019–20[19]